# Мілтон (Луїзіана)
Мілтон (англ. Milton) — переписна місцевість (CDP) в США, в окрузі Лафаєтт штату Луїзіана. Населення — 2590 осіб (2020).

## Географія
Мілтон розташований за координатами 30°6′50″ пн. ш. 92°4′9″ зх. д. / 30.11389° пн. ш. 92.06917° зх. д. (30.113944, -92.069074).  За даними Бюро перепису населення США в 2010 році переписна місцевість мала площу 13,22 км², з яких 13,13 км² — суходіл та 0,08 км² — водойми. В 2017 році площа становила 12,12 км², з яких 12,03 км² — суходіл та 0,08 км² — водойми.

## Демографія
Згідно з переписом 2010 року, у переписній місцевості мешкало 3030 осіб у 1085 домогосподарствах у складі 851 родини. Густота населення становила 229 осіб/км².  Було 1130 помешкань (85/км²).
Расовий склад населення:
| - 94,5 % — білих - 2,6 % — чорних або афроамериканців - 0,4 % — азіатів - 0,1 % — корінних американців - 1,1 % — осіб інших рас |

До двох чи більше рас належало 1,4 %. Частка іспаномовних становила 2,9 % від усіх жителів.
За віковим діапазоном населення розподілялося таким чином: 28,7 % — особи молодші 18 років, 63,5 % — особи у віці 18—64 років, 7,8 % — особи у віці 65 років та старші. Медіана віку мешканця становила 34,9 року. На 100 осіб жіночої статі у переписній місцевості припадало 97,5 чоловіків;  на 100 жінок у віці від 18 років та старших — 94,1 чоловіків також старших 18 років.
Середній дохід на одне домашнє господарство  становив 120 269 доларів США (медіана — 85 078), а середній дохід на одну сім'ю — 135 227 доларів (медіана — 102 891). Медіана доходів становила 71 920 доларів для чоловіків та 39 598 доларів для жінок. За межею бідності перебувало 3,7 % осіб, у тому числі 0,0 % дітей у віці до 18 років та 0,0 % осіб у віці 65 років та старших.
Цивільне працевлаштоване населення становило 1514 осіб. Основні галузі зайнятості: освіта, охорона здоров'я та соціальна допомога — 18,0 %, роздрібна торгівля — 14,9 %, сільське господарство, лісництво, риболовля — 11,9 %, виробництво — 11,4 %.